# Time Control
Albums de Hiromi
Spiral
(2006) Duet
(2008)
Time Control  (2007) est un album de la pianiste japonaise de jazz Hiromi et de son groupe Sonicbloom qui comprend aussi Tony Grey, Martin Valihora et David Fiuczynski.

## Liste des titres
1. Time Difference (6:19)
2. Time Out (6:39)
3. Time Travel (8:37)
4. Deep into the Night (9:02)
5. Real Clock vs. Body Clock = Jet Lag (5:53)
6. Time and Space (7:55)
7. Time Control, or Controlled by Time (8:29)
8. Time Flies (8:01)
9. Time's Up (0:47)

## Musiciens
- Hiromi Uehara - piano, claviers
- Tony Grey - basse
- Martin Valihora - batterie
- David Fiuczynski - guitare